# Panda en de meester-magiër
Panda en de meester-magiër is een tekststripverhaal uit de Panda-reeks door Marten Toonder en de Toonder Studio's. Het verscheen als verhaal in de krant in 1956, en in 1973 als boek.

## Verhaal
Als Panda en Jollipop aan zee zitten te vissen, doemt er plots een mysterieus vaartuig in oosterse stijl uit de mist op. Het komt speciaal op hen af en "meert af". Het blijkt echter verlaten. Om dat te constateren zijn ze aan boord gegaan. Er is geen motor of zeil. Panda vindt het maar eng, en dan komen er ook nog stemmen uit de 'kajuit'. Panda wil snel van boord, máár.... te laat! Het scheepje is al in stilte vertrokken, de mist in. Ze zijn verdoemd. Gelukkig is er wel verse koffie, maar het pratende serviesgoed vindt Panda maar niks, dus hij wil geen koffie. Jollipop daarentegen kijkt er niet van op, blijft ijzig kalm en vindt het uitstekende koffie. Panda gaat het dek op, maar daar is het nog enger; want er doemt een afschrikwekkend eiland op. En zoals Panda als vreesde vaart het bootje het eiland in en hun ondergang tegemoet.
Maar dat laatste is toch niet zo. Het eiland bestaat uit druipsteengrotten en rotsformaties; eentje lijkt zo op een figuur met puntmuts dat Panda hem aanraakt; en hevig schrikt als het inderdaad een man blijkt te zijn. De grijsaard, die Plutanus blijkt te heten, is zeer vitaal; terwijl hij honderden jaren oud zegt te zijn, loopt hij sneller dan zij, en hij "staat" graag ondersteboven, met de voeten aan het plafond, waarbij de puntmuts niet van zijn hoofd valt. Hij bewoont de "innerlijke wereld", zoals hij het noemt, en noemt Panda en Jollipop "uiterlingen". Hij kijkt ook via een bol in hun innerlijk ("ik kijk niet, ik zie! en zo verkrijg ik inzicht"). Hij verbaast zich over hun "uiterlijke gedachten". Hij heeft ze laten komen omdat hij ééns per eeuw wil weten wat er gebeurt in de wereld. Panda stelt dat hij beter in de buitenwereld kan gaan kijken. Plutanus geeft hem gelijk, en op magische wijze vertrekken ze (teleporteren). Hij weet nog een plekje waar het drie eeuwen geleden heerlijk rustig was...
Maar inmiddels is dat een druk strand geworden, dus dat geeft tumult als ze zomaar uit de lucht vallen. Plutanus kan de drukte niet aan, en dus verdwijnen ze gauw weer; "naar het rustigste plekje in de uiterlingenwereld". Dat blijkt de gevangenis te zijn. Maar dat bevalt Panda en Jollipop helemaal niet. Plutanus begrijpt dat niet, en ook niet waarom ze dan niet gewoon dóór de deur heen gaan. Daarom opent hij op magische wijze de deuren...an alle cellen! De gevangenen rennen naar buiten, en slepen Panda en Jollipop mee. Dat wordt gezien door een voorbijganger. De meeste gevangenen worden snel weer gepakt, maar Panda en Jollipop schuilen in een wagen, die opeens vertrekt met die voorbijganger aan het stuur. Zo ontsnappen zij; verderop stappen ze uit en merken dat het Joris Goedbloed is die hen redde. Als ze uitleggen hoe ze in de gevangenis terecht kwamen, raakt Joris zéér geïnteresseerd in meneer Plutanus. Jollipop wil daar niets van weten en gaat weg. Joris overtuigt Panda dat Plutanus "geholpen" moet worden. Plutanus is nog in de gevangenis, dus wil Joris er ook in. Dus hij raapt een steen op, wenkt een agent, en gooit doodkalm een ruit van het politiebureau in. Als een verstoord wespennest komt de hele politiemacht naar buiten, en een agent vraagt aan Joris of hij de dader gezien heeft. "Jazeker, hij staat voor U". Dus gaan ze beiden de cel in, tot woede van Panda. Als Plutanus verdwenen lijkt is Joris teleurgesteld en Panda nog kwader. In tweede instantie blijkt Plutanus er nog te zijn, aan het plafond, en een weer oplevende Joris overtuigt hem al gauw dat hij de juiste gids voor hem is. Ze verdwijnen uit de gevangenis, tot ontsteltenis van de bewakers. Buiten merkt Joris al gauw de magische mogelijkheden van de naïeve Plutanus, die hij dus wil misbruiken.
Een eerste poging om zo geld te verzamelen levert Joris een flink pak geld maar ook een flink pak slaag op, waar hij uiteraard niet van leert. In plaats daarvan stelt hij een nieuw rustig plekje voor: in de kluis van een bank. Joris is in de wolken daar, maar de bewaker niet. Joris overtuigt Plutanus om de bewaker weg te zenden naar een rustige plaats. Waar dat is, is onbekend. Daarna teleporteert hij hen naar een duur hotel. Joris heeft zakken geld meegenomen, maar die blijken onderweg verdwenen. Weer mislukt dus, maar geen nood, want de hoteldirecteur denkt dat ze rijk zijn en laat duur eten en drinken aanrukken. Joris neemt het er van, want hij wil de echte hotelgast ervoor laten opdraaien. Panda wil dat niet, waarna Joris hem opsluit.
Plutanus weet niet wat stelen en geld is, dus maakt Joris daar misbruik van. De rijke hotelgast heeft tal van schatten in zijn vertrekken, en Joris begint die te verzamelen. Maar opeens staat die gast (een berucht jager) achter hem. Joris verzint snel smoezen, maar dat helpt niet echt. De rijkaard roept "Hier klopt iets niet" en "waar het niet klopt moet men knallen!" Hij beschiet beiden, maar Plutanus is onkwetsbaar. Het lawaai stoort hem wel. Joris schuilt achter hem en verzoekt opnieuw om de "zenuwachtige", de schutter dus, naar een stille plek te zenden, wat Plutanus dus doet. En daar blijft het niet bij. Er verdwijnen er nog veel meer.
Uiteindelijk belt de directeur de politie. Joris weet zich te verstoppen, maar Panda en Plutanus worden gearresteerd en streng verhoord. Plutanus wil graag de cel in, tot verbazing van de agenten ("Sluit mij op, zoals mij beloofd is"). De inspecteur die hen verhoort wordt helemaal dol door het getover van Plutanus ("Dit KAN niet! Ik wil met pensioen!"). Als het Plutanus te druk wordt teleporteert hij zichzelf en Panda naar Joris. Weer blijft de politie verbijsterd achter als de verdachten zomaar oplossen. Maar de commissaris geeft het signalement door aan het hele korps. Joris is intussen met buit op een scooter ontsnapt. De 'aankomst' op de scooter van Joris valt nogal op, en al gauw zit de hele politiemacht met sirenes achter ze aan. Het wordt Plutanus allemaal te veel, en hij laat Joris naar zee rijden, waar hij het bootje oproept. Net op tijd ontsnappen ze. Plutanus verlangt naar zijn stille eiland. Hij wil het de eerste honderd eeuwen niet meer verlaten.
Maar de aankomst is niet zo rustig. Want die stille plek waar velen heen werden gezonden is daar. Plutanus kon in de drukte niet helder denken. Al diegenen staan hen dus op te wachten, en willen vooral Joris te grazen nemen. Waarop Joris nu zelf naar een stille plek wil. Plutanus willigt zijn verzoek in, en weg is hij. De groep heeft geen interesse in Plutanus of Panda, en ze gaan met het bootje terug. Panda blijft treurend achter, want er was maar één bootje. Plutanus begrijpt niet dat Panda terug naar de drukte wil. Maar uiteindelijk stemt hij in. Eén handgebaar, en opeens is Panda weer thuis, binnen. Jollipop kijkt er totaal niet van op. Plutanus is weer eenzaam en vindt dat heerlijk. Maar Panda vraagt zich toch af waar Joris terecht gekomen is. Dat blijkt op de Mount Everest te zijn. Hoe hij daar kwam kon hij niet uitleggen, maar de beloning van 100.000 florijnen wilde hij wel! En zo komt hij er toch weer goed vanaf.